# إيفان الثالث

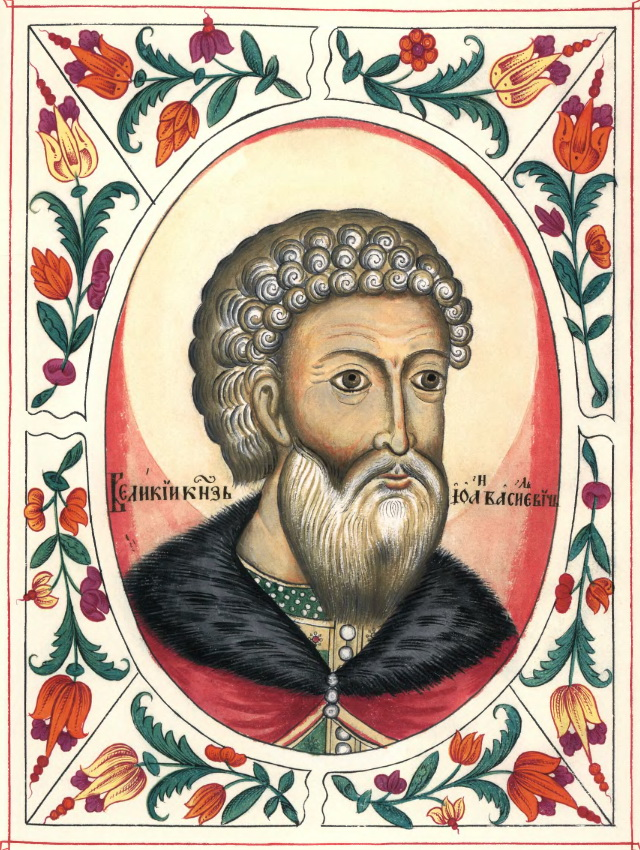
إيفان الثالث

القيصر الروسي إيفان الثالث (عاش بين 1440 - 1505 وحكم بين 1462 - 1505) وهو الأمير المعظم لموسكو وقيصر عموم روسيا الذي خلص روسيا من الاعتماد على القبيلة الذهبية وقام بتوسيع حدود الدولة. ويطلق عليه أيضا إيفان الكبير، وهو ابن فاسيلي الثاني. أمر في القرن الخامس عشر باستدعاء مهندسين معماريين من روسيا وإيطاليا لتجديد الكرملين.
ولد إيفان الثالث في عام 1440 وعينه أبوه فاسيلي الثاني الأعمى وليا للعهد وهو في السادسة عشرة من عمره. وتولى العرش عن عمر يناهز 22 سنة. وشارك في الحملات العسكرية ضد التتار أعوام 1448 و 1454 و 1459. ويعتبر إيفان الثالث جامعاً للأراضي الروسية. وازدادت في عهده مساحة دولة موسكو من 400 ألف كيلومتر مربع إلى ما يزيد عن مليوني كيلومتر مربع. وكان إيفان الثالث يضم الأراضي إلى دولته من خلال اتباع طرق دبلوماسية ماهرة وشراء الأراضي والاستحواذ عليها باستخدام القوة. وقام بضم إمارة ياروسلافل عام 1463 وإمارة روستوف عام 1474 وأراضي نوفغورود الشاسعة أعوام 1471 – 1478. واعترفت إمارة تفير بحكم إيفان الثالث عام 1485، وذلك بعد الحصار الطويل المفروض عليها وضُمت إمارة فياتكا ومعظم أراضي إمارة ريازان عام 1489.
خاض إيفان الثالث الحربين (أعوام 1487 -1494 و1501 - 1503) مع ليتوانيا اللتين أسفرتا عن ضم القسم الأكبر من إقليم سمولينسك وإمارتي نوفغورود سيفيرسكي وتشيرنيغوف إلى دولة موسكو.
رفض إيفان الثالث دفع الإتاوة لإمارة القبيلة الذهبية وحرر الدولة الروسية عام 1480 من النير المغولي التتاري الذي دام 250 سنة، وذلك بعد مواجة الجيشين الروسي والتتاري على نهر أوغرا طيلة صيف عام 1480 حين لم يتجرأ الخان المغولي أحمد الانخراط في المعركة مع قوات إيفان الثالث.
ومن جهة أخرى جعل إيفان الثالث نظام الدولة نظاما قيصريا تقمع فيه أية قرائن للانقسام والانفصال أو للحريات، سياسية كانت أو اقتصادية.
قرر إيفان الثالث حساب بداية السنة ليس من 1 مارس/آذار كما كان معتادا في روسيا، بل اعتبارا من 1 سبتمبر/أيلول. وقام بإعادة بناء موسكو وتشييد قصر جديد في الكرملين وبناء كاتدرائية صعود مريم العذراء.
وأمر إيفان الثالث بأن يلقبونه بالأمير المعظم لموسكو والقيصر لعموم روسيا. واعترفت بهذا اللقب ليتوانيا عام 1494. وتم في عهده اعتماد شعار جديد لدولة موسكو، وهو نسر ذو رأسين، الامر الذي كان يعني آنذاك أن موسكو تعتبر نفسها روما الثالثة، أو بالأحرى وارثة للقسطنطينية الساقطة وروما المهدمة، على حد تعبير فيلوفيه الراهب من مدينة بسكوف.
أصدر إيفان الثالث مجموعة القوانين الخاصة بتسيير أمور الدولة، مما ساعد في ترسيخ النظام الإقطاعي للملكية وتشكيل طبقة النبلاء التي صار يعتمد عليها الحكم القيصري.
توفي إيفان الثالث عام 1505 بعد تعيين ابنه فاسيلي الثالث وليا للعهد.
يعد إيفان الثالث من أبرز رجال الدولة في روسيا الإقطاعية. وكان يتصف بعقل عبقري ورؤيا سياسية واسعة. ويعتبر توحيد الإمارات الروسية في دولة واحدة من أهم إنجازات حكمه. وحلت دولة روسيا محل إمارة موسكو.